# Microtus californicus
Microtus californicus és una espècie de talpó que viu als Estats Units (Califòrnia i Oregon).